# Parkowo
Parkowo (prononciation : [parˈkɔvɔ]) est un village polonais de la gmina de Rogoźno dans le powiat d'Oborniki de la voïvodie de Grande-Pologne dans le centre-ouest de la Pologne.
Il se situe à environ 8 kilomètres au sud-ouest de Rogoźno (siège de la gmina), à 9 kilomètres au nord-est d'Oborniki (siège du powiat), et à 34 kilomètres au nord de Poznań (capitale de la Grande-Pologne).

## Histoire
De 1975 à 1998, le village faisait partie du territoire de la voïvodie de Piła.

Depuis 1999, Parkowo est situé dans la voïvodie de Grande-Pologne.
Le village possède une population de 1 040 habitants en 2008.